# Ardo Ärmpalu
Ardo Ärmpalu (Rapla, 26 dicembre 1980) è un ex cestista estone.

## Palmarès
- Most Improved Player of the Year campionato estone (2000)
- Center of the Year campionato estone (2005)
- Campionato estone (2006)